# Daniela Pintarelli
Daniela Pintarelli (* 10. November 1983 in Landeck) ist  eine ehemalige österreichische Radrennfahrerin.
2004 wurde Daniela Pintarelli österreichische Junioren-Meisterin im Straßenrennen. 2007 errang sie diesen Titel bei den Frauen, und 2008 wurde sie Meisterin im Bergrennen. Achtmal wurde sie österreichische Vize-Meisterin in verschiedenen Disziplinen des Straßenradsports. 2012 startete sie bei den Straßen-Weltmeisterschaften in Valkenburg aan de Geul, musste das Rennen jedoch aufgeben. 2015 beendete sie ihre Radsportlaufbahn.

## Erfolge
2007
- Österreichische Meisterin – Straßenrennen

## Teams
- 2005 Arbö Askö Graz
- 2006–2009 Team Uniqa
- 2010–2011 Kuota Speed Kueens
- 2012 Scappa Speed Queens
- 2013 Squadra Scappatella